# Platonești
Platonești is een Roemeense gemeente in het district Ialomița.
Platonești telt 2105 inwoners.